# Swainsonwaldsänger
Der Swainsonwaldsänger (Limnothlypis swainsonii) ist ein kleiner Vogel aus der Familie der Waldsänger (Parulidae) und die einzige Art in der Gattung Limnothlypis. Der Vogel wurde von dem Erstbeschreiber John James Audubon nach seinem Freund, dem Naturwissenschaftler William Swainson, benannt. 

## Merkmale

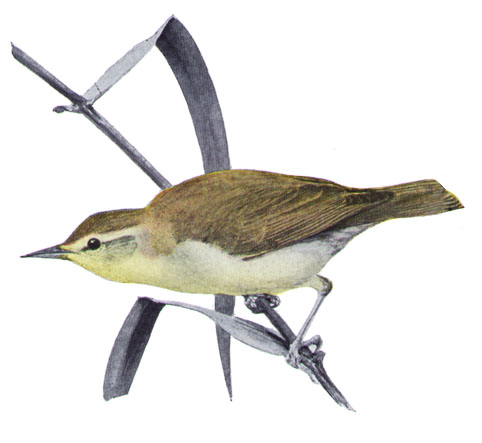
Swainsonwaldsänger, Illustration

Swainsonwaldsänger haben eine Körpergröße von etwa 14 Zentimetern. Die Krone, der Nackenbereich und die Oberseite sind olivbraun bis hellbraun. An der Unterseite tragen sie ein blassgelbes Gefieder. Von der Schnabelbasis verläuft über die Augen nach hinten ein dünner grauer bis schwarzer Strich. Männchen und Weibchen gleichen sich in der Gefiederfarbe.

## Fortpflanzung
Ihre Brutperiode fängt Anfang Mai an und zieht sich bis Anfang Juli. Das Weibchen errichtet ein großes schalenförmiges Nest aus Blättern, Moosen und Gräsern über dem Boden. Ein Gelege umfasst zwei bis fünf Eier, die in einem Zeitraum von 13 bis 15 Tagen ausgebrütet werden. Nach dem Schlupf werden die Jungvögel nach 10 bis 12 Tagen flügge. Sie verweilen danach noch um die zwei bis drei Wochen bei den Altvögeln.

## Verbreitung

Verbreitungsgebiet des Swainsonwaldsängers:
Brutgebiete
Überwinterungsgebiete

Die selten vorzufindenden Swainsonwaldsänger kommen während der Brutzeit im Südosten in Nordamerika vor. Sie bewohnen Sümpfe, Torfmoore und die unteren Regionen der Wälder. Über den Winter ziehen sie unter anderem nach Mexiko, Yucatán und Belize, nach Honduras, Jamaika und den Antillen. Die Populationen sind gesunken. Hauptursache ist die Zerstörung ihrer Lebensräume und der Parasitismus durch den Braunkopf-Kuhstärling (Molothrus ater).